# Verbascum banaticum
Verbascum banaticum är en flenörtsväxtart som beskrevs av Schrader. Verbascum banaticum ingår i släktet kungsljus, och familjen flenörtsväxter. Inga underarter finns listade i Catalogue of Life.